# Heterostemma kaniense
Heterostemma kaniense är en oleanderväxtart som beskrevs av Rudolf Schlechter. Heterostemma kaniense ingår i släktet Heterostemma och familjen oleanderväxter. Inga underarter finns listade i Catalogue of Life.